# Abracadabra (Lied)
Abracadabra ist ein Pop-Rock-Song, der von Steve Miller geschrieben wurde. Die im Mai 1982 veröffentlichte Single wurde ein Nummer-eins-Hit in den amerikanischen Billboard Hot 100, Österreich und der Schweiz und erreichte Platz zwei in den britischen Singlecharts und in Deutschland. Das Stück erschien im selben Jahr auf dem gleichnamigen Album der Steve Miller Band.

## Hintergrund
Nach einer kommerziell sehr erfolgreichen Phase pausierte Steve Miller ab 1977 für vier Jahre, bevor er sich 1981 mit dem kommerziell wenig erfolgreichen Album Circle of Love zurückmeldete. Erst mit dem 1982er Album Abracadabra fand Miller wieder zu der melodischen Rockmusik zurück, die ihn in den 1970er Jahren zum Star gemacht hatte. Auslöser hierfür war seine Plattenfirma Columbia Records, die von ihm kurze, höchstens vier Minuten lange Stücke erwartete.
Miller begann, mit Synthesizern, Vocodern und Drumcomputern zu arbeiten, zu dem Stück wurde er von Diana Ross’ Lied Upside Down inspiriert. Das Ergebnis bezeichnete Miller als „kreative Explosion“, zu der neben Schlagzeuger Gary Mallaber die beiden neuen Gitarristen der Steve Miller Band, Kenny Lewis und John Massaro, maßgeblich beigetragen hätten.
Nach Veröffentlichung der Single erreichte diese Platz 1 der Billboard Hot 100 sowie der Singlecharts in Österreich und der Schweiz. In den deutschen Singlecharts erreichte sie Platz 2. 1999 wurde das Lied von Sugar Ray auf dem Album 14.59 gecovert, 2013 gehörte es zum Soundtrack des Films Der unglaubliche Burt Wonderstone.

## Musikvideo
Der Musiksender MTV war seit etwa einem Jahr auf Sendung, als beschlossen wurde, ein Musikvideo zu dem Lied zu drehen. Regie führte Peter Conn. Das Video zeigt vor einem Bluescreen verschiedene Animationen sowie Zirkus-Motive. Neben einer „Aerobic-Biene“ ist Steve Miller mit Röntgenbrille zu sehen.

## Rezeption
Das Lied wird als „großartiger Pop-Rock-Song zum Mitsingen“ charakterisiert. Das markante Keyboard-Thema und der alberne Text bildeten den Prototyp eines perfekten Popsongs: Simpel, eingängig und so repetitiv, dass man es nicht mehr aus dem Kopf bekomme. Lothar Berndorff und Tobias Friedrich bescheinigen dem Lied eine „brillante Dümmlichkeit“, es sei das „imposanteste Ergebnis der Sessions zum gleichnamigen Album“.
„Abracadabra begann als großartiges Musikstück mit wirklich grausamen Texten“, urteilte Miller selbst.
Im Jahr 2024 sampelte der Rapper Eminem Abracadabra für seinen Song Houdini, der als Single veröffentlicht wurde.

## Kommerzieller Erfolg

### Chartplatzierungen
| ChartsChartplatzierungen       | Höchstplatzierung | Wochen/ Monate |
| ------------------------------ | ----------------- | -------------- |
| Deutschland (GfK)              | 2 (23 Wo.)        | 23 Wo.         |
| Österreich (Ö3)                | 1 (3 Mt.)         | 3 Mt.          |
| Schweiz (IFPI)                 | 1 (11 Wo.)        | 11 Wo.         |
| Vereinigte Staaten (Billboard) | 1 (25 Wo.)        | 25 Wo.         |
| Vereinigtes Königreich (OCC)   | 2 (11 Wo.)        | 11 Wo.         |

| ChartsJahrescharts (1982)      | Platzierung |
| ------------------------------ | ----------- |
| Deutschland (GfK)              | 32          |
| Österreich (Ö3)                | 16          |
| Schweiz (IFPI)                 | 9           |
| Vereinigte Staaten (Billboard) | 9           |
| Vereinigtes Königreich (OCC)   | 28          |

### Auszeichnungen für Musikverkäufe
| Land/Region                  | Auszeichnungen für Musikverkäufe (Land/Region, Auszeichnung, Verkäufe) | Verkäufe  |
| ---------------------------- | ---------------------------------------------------------------------- | --------- |
| Kanada (MC)                  | Platin                                                                 | 100.000   |
| Vereinigte Staaten (RIAA)    | 2× Platin                                                              | 2.000.000 |
| Vereinigtes Königreich (BPI) | Silber                                                                 | 250.000   |
| Insgesamt                    | 1× Silber · 3× Platin ·                                                | 2.350.000 |